# 包科尼亚科
包科尼亚科（匈牙利語：Bakonyjákó）是匈牙利维斯普雷姆州帕波区所辖的一个村，与帕波相距15公里，总面积47.18平方公里，总人口655，人口密度13.9人/平方公里（2010年1月1日）。